# Костешть (Ботошань)
Костешть, Костешті (рум. Costești) — село у повіті Ботошані в Румунії. Входить до складу комуни Рекіць.
Село розташоване на відстані 376 км на північ від Бухареста, 6 км на північ від Ботошань, 99 км на північний захід від Ясс.

## Населення
За даними перепису населення 2002 року у селі проживали 1589 осіб. Усі жителі села рідною мовою назвали румунську.
Національний склад населення села:
| Національність | Кількість осіб | Відсоток |
| -------------- | -------------- | -------- |
| румуни         | 1581           | 99,5%    |
| цигани         | 8              | 0,5%     |